# Into the Now
Into the Now es el quinto álbum de estudio de la banda de rock estadounidense Tesla. Luego de un hiato de seis años debido a la rehabilitación por el abuso de drogas del guitarrista Tommy Skeoch, la banda se reunió y publicó este álbum en el 2004.

## Lista de canciones
1. "Into the Now" (Hannon, Keith, Luccketta) - 4:25
2. "Look @ Me" (Hannon, Keith, Skeoch, Sommers, Wheat) - 4:16
3. "What a Shame" (Hannon, Keith, Wheat) - 4:29
4. "Heaven Nine Eleven" (Hannon) - 4:38
5. "Words Can't Explain" (Hannon, Keith) - 3:14
6. "Caught in a Dream" (Hannon, Keith) - 4:50
7. "Miles Away" (Hannon, Keith) - 6:55
8. "Mighty Mouse" (Hannon, Keith, Sommers, Wheat) - 4:14
9. "Got No Glory" (Hannon, Keith) - 4:19
10. "Come to Me" (Hannon, Keith) - 4:43
11. "Recognize" (Hannon, Keith, Skeoch) - 5:00
12. "Only You" (Hannon, Keith, Skeoch, Sommers) - 4:33

## Créditos
- Jeff Keith: voz
- Frank Hannon: guitarra, teclados
- Tommy Skeoch: guitarra
- Brian Wheat: bajo
- Troy Luccketta: batería

## Listas de éxitos

### Álbum
| Lista (2004)      | Posición |
| ----------------- | -------- |
| The Billboard 200 | 31       |

### Sencillos y canciones
| Año  | Sencillo            | Lista                  | Posición |
| ---- | ------------------- | ---------------------- | -------- |
| 2004 | Caught in a Dream   | Mainstream Rock Tracks | 21       |
| 2004 | Words Can't Explain | Mainstream Rock Tracks | 35       |